# SPA Truck Company
Die SPA Truck Company (S-P-A) war ein Hersteller von LKW, der von der Studebaker Corporation und deren 100%iger Tochter Pierce-Arrow in Buffalo (New York) betrieben wurde. Der Name leitet sich von Studebaker, Pierce und Arrow her. Die Firma fertigte LKW von 1929 bis 1933.
Studebaker erwarb sein Vermögen durch den Bau der Conestoga-Kutschen, aber sie begannen erst spät, 1929, mit dem Bau von Lastwagen. Die Fabriken von Studebaker wurden damals schon nahe der Kapazitätsgrenze betrieben, und so wollte die Geschäftsleitung die bisher ungenutzten überschüssigen Kapazitäten von Pierce-Arrow für die Herstellung von Lastsagen nutzen.
Studebaker wollte 1932 ebenfalls die White Motor Company, einen wohlbekannten Hersteller schwerer Lastwagen in Cleveland (Ohio) erwerben. White aber willigte im März 1933 nicht in das Geschäft ein und Studebaker verkaufte Pierce-Arrow an eine Investorengruppe, die später in Konkurs geriet und die Firma 1938 auflöste.
Als Studebaker im März 1933 Vergleich anmelden musste, wurde SPA liquidiert und Studebaker konzentrierte sich künftig auf die PKW-Produktion; die LKW-Herstellung spielte nur eine untergeordnete Rolle.